# Südbadischer Pokal (Handball)
Der SBHV-Pokal (auch real-Cup oder Südbadischer Vereins Pokal genannt) ist der Verbandspokal des Südbadischen Handballverbands.
Seit der Saison 2011/2012 besteht für alle Mannschaften der 3. Liga, der Baden-Württemberg Oberliga, der Südbaden Liga und der Landesliga Teilnahmepflicht. Mannschaften aus der 3. Liga und der Baden-Württemberger Oberliga haben in der ersten Runde ein Freilos.
Die Pokal Rundenspiele werden nach dem K.-O.-System ohne Rückspiel ausgespielt. Der verlierende Verein scheidet aus. Die Vier besten Mannschaften nehmen seit der Saison 2000/01 am Final Four Turnier teil. Hierbei wird das Halbfinale ausgelost. Die Verlierer spielen um den dritten Platz (2 × 15 Min.) und die Sieger das Endspiel (2 × 30 Min).
Der Sieger des Wettbewerbs qualifiziert sich für die 1. Hauptrunde des DHB-Pokals der darauf folgenden Saison.

## Pokalsieger

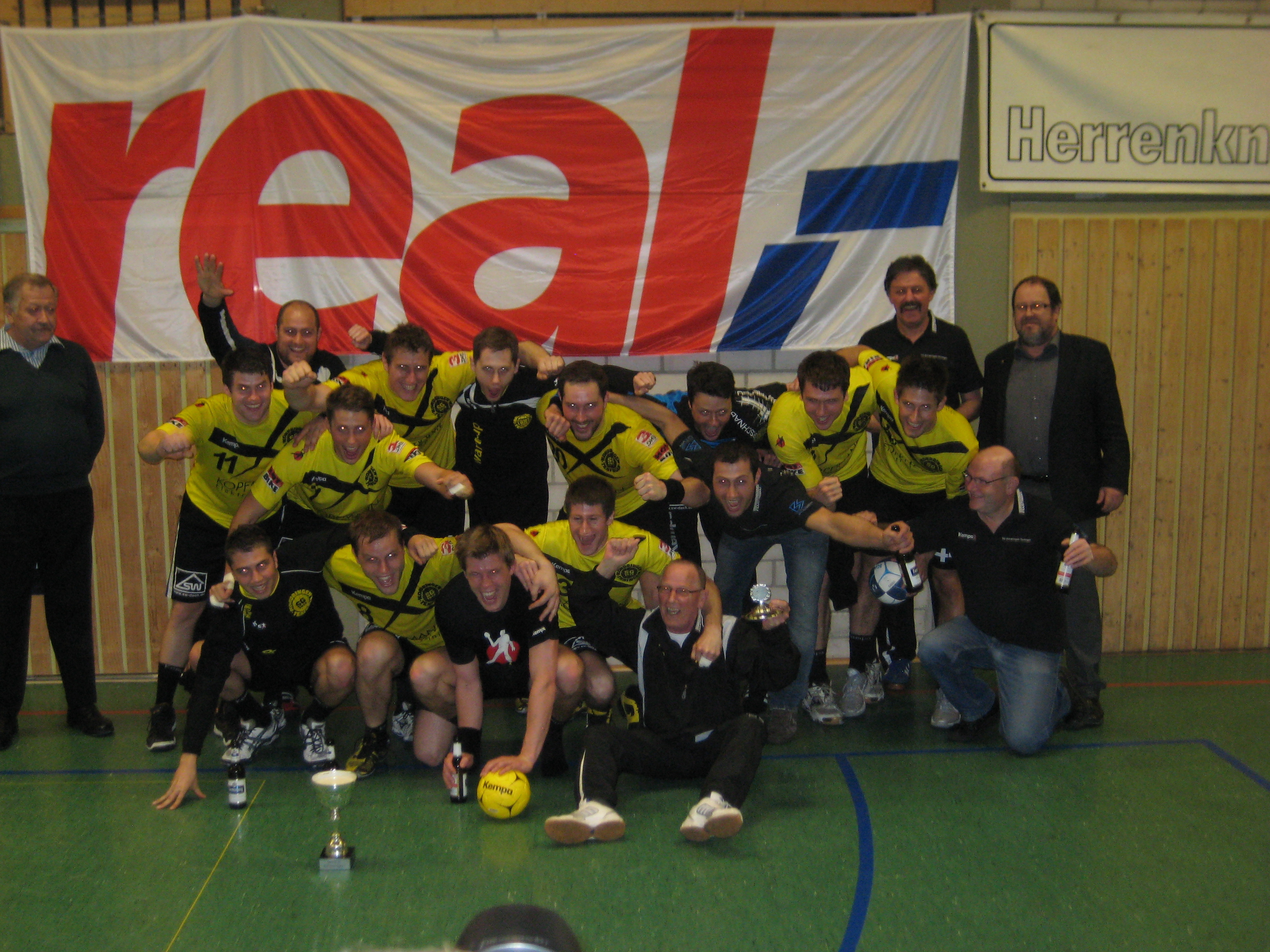
Die SG Köndringen/Teningen nach dem Sieg beim Final Four 2012 in Ottenheim

- 2013/2014: SG Köndringen/Teningen (41:22 gegen  HGW Hofweier)[2]
- 2012/2013: SG Köndringen/Teningen (38:22 gegen TV Oberkirch)[3]
- 2011/2012: SG Köndringen/Teningen (37:30 gegen TV Willstätt)[4]
- 2010/2011: SG Köndringen/Teningen (45:19 gegen SG Waldkirch/Denzlingen)[5]
- 2009/2010: SG Köndringen/Teningen (38:33 n. V. gegen TB Kenzingen)[5]
- 2008/2009: SG Köndringen/Teningen (43:24 gegen BSV Phönix Sinzheim)[5]
- 2007/2008: SG Köndringen/Teningen (43:22 gegen HSG Freiburg)[5]
- 2005/2006: SG Köndringen/Teningen (35:21 gegen ESV Weil am Rhein)[5]
- 2004/2005: SG Köndringen/Teningen (30:20 gegen ESV Weil am Rhein)[5]
- 2003/2004: SG Köndringen/Teningen (29:23 gegen TuS Altenheim)[5]
- 2002/2003: SG Köndringen/Teningen (29:26 gegen TuS Altenheim)[5]
- 2001/2002: SG Köndringen/Teningen (32:23 gegen TuS Altenheim)[5]
- 2000/2001: SG Köndringen/Teningen[5]
- 1999/2000: SG Köndringen/Teningen[5]
- 1998/1999: TuS Durmersheim (gegen SG Köndringen/Teningen)[5]
- 1995/1996: BSV Phönix Sinzheim (gegen SG Köndringen/Teningen)[5]
- 1994/1995: SG Köndringen/Teningen[5]
- 1992/1993: TuS Hofweier
- 1979/1980: SG Köndringen/Teningen[5]